# بیتینی و پنتوس (استان رومی)
بیتینی و پونتوس (به لاتین: Bithynia et Pontus) نام یکی از استان‌های امپراتوری روم واقع در آسیای کوچک بود.

## تاریخ
آخرین پادشاه بیتینی، نیکومدس چهارم نام داشت که در جنگی از مهرداد ششم، پادشاه پنتوس، شکست خورد. پس از آنکه لوکیوس کورنلیوس سولا، سردار جمهوری روم، در اولین جنگ مهردادی مهرداد را شکست داد، نیکومدس به تاج و تختش بازگشت و بعدها با مرگ خود در ۷۴ پیش از میلاد قلمرو خود را برای رومیان به ارث گذارد و آنان هم این پادشاهی را بدل به یک استان رومی کردند.
از سال ۸۲ تا ۷۸ پیش از میلاد، در دورانی که هنوز نیکومدس پادشاه بود، جوانی به‌ نام ژولیوس سزار در دربار او حضور داشت؛ کسی که از تعقیب و مجازات قضائیِ طرفداران سولا (اپتیمات‌ها) از روم بدانجا گریخته‌ بود.
در ابتدا بیتینی، که پایتختش همان نیکومدیا باقی‌ مانده‌ بود، به استان آسیا پیوست شد. با این‌ حال از سال ۶۴ پیش از میلاد جدا شده و با پنتوس یکپارچه گشت و بدین ترتیب «بیتینی و پونتوس» خوانده شد. پلینی کوچک برای مدتی (۱۱۲ تا ۱۱۱ ق. م) به‌عنوان استاندار بر آنجا حکومت کرد.